# Petzsches Schloss
Das Petz'sche Schloss ist ein historisches Schloss in Schwarzenbruck im Landkreis Nürnberger Land.

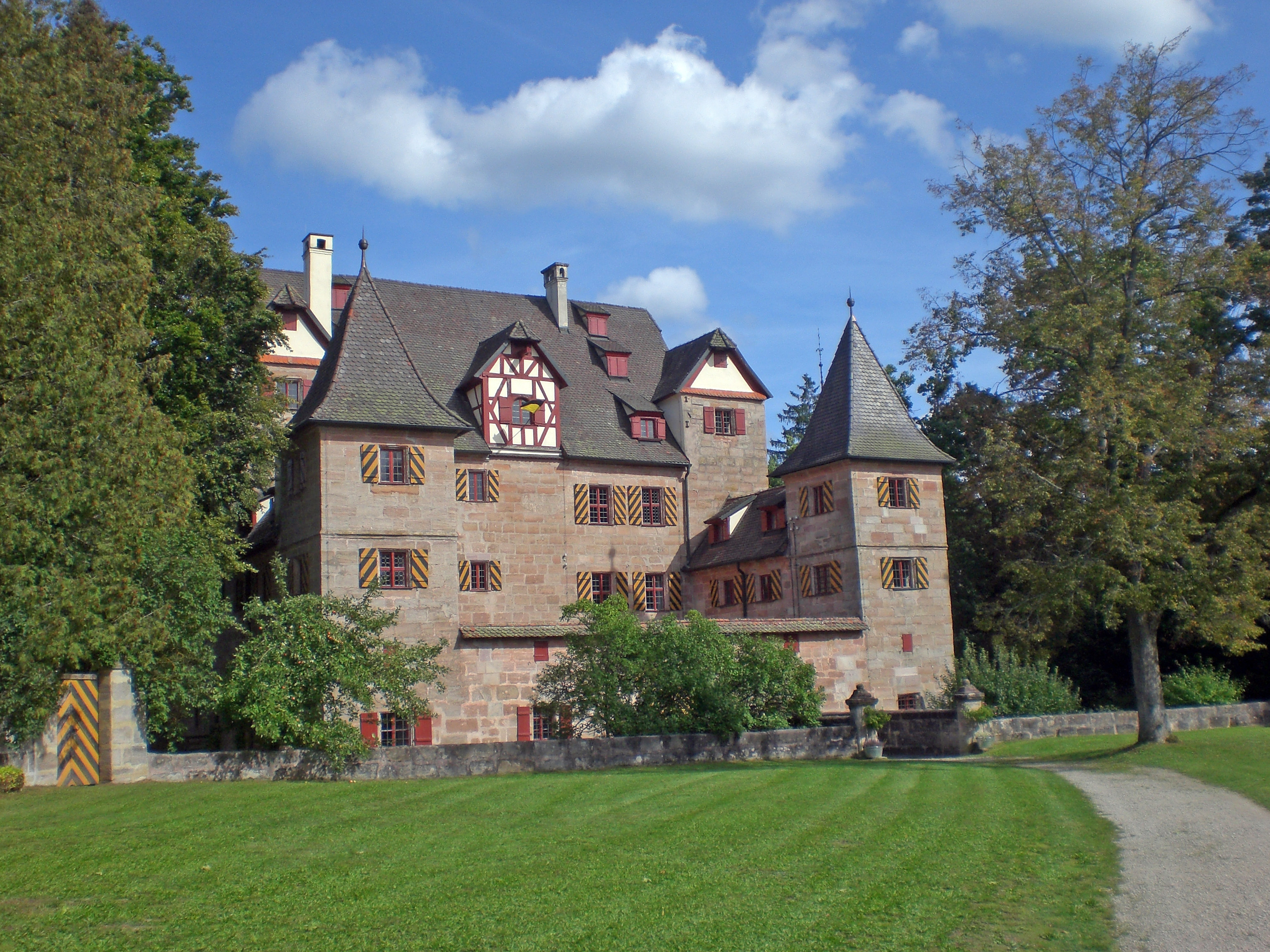
Petz'sches Schloss in Schwarzenbruck (2023)

## Beschreibung
Das dreigeschossige Hauptgebäude aus Sandstein steht östlich des Ortskerns und ist von der Schwarzach umflossen. Markant sind die Ecktürmchen, die im Laufe der Jahre zu einem typischen Nürnberger Herrenhaus-Stil zusammengefügt wurden. Das Schloss besitzt einen gefederten Graben, eine barocke Einfriedung und eine historische Hauskapelle sowie eine Freimaurerloge aus dem frühen 19. Jahrhundert.
Das Anwesen umfasst außerdem auch einen Ökonomiehof, ehemalige Gesindehäuser und eine Scheune.
Das Baudenkmal ist in der Liste der Baudenkmäler in Schwarzenbruck des Bayerischen Landesamtes für Denkmalpflege aufgeführt und folgendermaßen beschrieben:
"Ehem. Herrensitz, sog. von Petzsches Schloss, dreiflügeliger, freisichtiger Sandsteinquaderbau, durch Abschlussmauer zum Hof geschlossen; Haupthaus, dreigeschossiger Satteldachbau mit Schopf, Zwerchhäusern und Schleppgauben, Flügelbauten, schmale, zweigeschossige Satteldachbauten mit dreigeschossigen Rechtecktürmen mit Pyramidendächern, im Kern 2. Hälfte 16. Jh., Ausbau der Flügelbauten im 17. Jh.; Brücke, einbogige Sandsteinquaderbrücke, 2. Hälfte 16. Jh./18. Jh.; Befestigung, Futtermauern des Schlossgrabens, Sandsteinquadermauerwerk, 2. Hälfte 16. Jh./18. Jh.; Wirtschaftshof, geschlossene Reihe von Wohnhäusern und Scheunen, eingeschossige
Satteldachbauten, teils Sandsteinquader, teils Fachwerk, 18. Jh./frühes 19. Jh., Nr. 3 bez. 1861, Nr. 6 errichtet 1798, Nr. 7 und 8 errichtet 1800; Wohnhaus, zweigeschossiger Steilsatteldachbau mit Sandsteinquadererdgeschoss,
Fachwerkobergeschoss und Glockentürmchen mit Zeltdach, an der Ostseite Fachwerkzwerchhaus mit Satteldach, 18. Jh.; Scheune, Sandsteinquaderbau mit Steilsatteldach, Fachwerkgiebel und flachen Schleppgauben, um 1730; Ummauerung des Wirtschaftshofes, Sandsteinquadermauer mit gerundetem Abschluss und Rechteckpfeilern mit Kappenaufsätzen, 18.  Jh."

## Geschichte
Das Schloss stammt aus der zweiten Hälfte 16. Jahrhundert/18. Jahrhunderts.
1425 erlaubte König Sigismund dem damaligen Besitzer Hans von Lochheim, das alte Schloss neu zu bauen und es mit Graben und Zwinger zu versehen.
1502 erwarb die Reichsstadt Nürnberg das Schloss von den Markgrafen und nutzte es bis 1561 als Amtsschloss.
Das Schloss wurde nach 1552 während des Zweiten Markgrafenkriegs stark beschädigt. Die Reichsstadt Nürnberg verzichtete auf eine vollständige Wiederherstellung und übertrug das Gebäude 1561 an Sigmund Pfinzing. Durch seine Familie wurde das Hauptgebäude umfassend restauriert.
Weitere Besitzer des Schlosses waren die Schmidmayer-Familie, die während des Dreißigjährigen Kriegs auch König Gustav Adolf von Schweden in Schwarzenbruck empfing. Später residierte kurzzeitig der Markgraf Christian Heinrich von Brandenburg-Bayreuth (1691–1693) im Schloss.
Im Jahr 1714 ging das Schloss in den Besitz der Familie Scheurl über, die es vier Generationen lang innehatte. Nach dem Tod von Christoph Joachim Wilhelm von Scheurl (1851) übernahm die Petz-Familie die Herrschaft und überführte das Schloss 1876 in ihre Familienstiftung.
Das Schloss überstand den Zweiten Weltkrieg, allerdings führte ein Bericht im Magazin „Stars and Stripes“ 1946 zu Plünderungen, wodurch ein Großteil des Inventars verloren ging.